# Estadio Francisco Carranza Limón
El Estadio Francisco Carranza Limón (por nombre de patrocinio: Kuroda Park) está localizado en la ciudad de Guasave, Sinaloa, México. Es casa de los Algodoneros de Guasave de la Liga Mexicana del Pacífico desde 1970 hasta el 2014, regresando a la actividad en 2019.
Tiene una capacidad para 10,000 espectadores. En 1972 vio el primero y único campeonato de los Algodoneros de Guasave. Para su regreso al béisbol profesional fue remodelado en el año 2019 con pasto artificial y aumentó su capacidad de público.
El 25 de agosto de 2021 cambió su nombre a Kuroda Park por motivos de patrocinio.